# Bernadett Nagy
Bernadett Nagy (19 novembre 2000) è una lottatrice ungherese, specializzata nella lotta libera.

## Palmarès
- Europei

Budapest 2022: bronzo nei 76 kg.